# Boris Fedtjenko
Boris Fedtjenko, född den 27 december 1872 i Leipzig, död den 29 september 1947 i Sankt Petersburg, var en rysk botaniker.
Auktorsnamnet B.Fedtsch. kan användas för Boris Fedtjenko i samband med ett vetenskapligt namn inom botaniken; se Wikipediaartiklar som länkar till auktorsnamnet.